# صدع المرتفعات الجنوبية

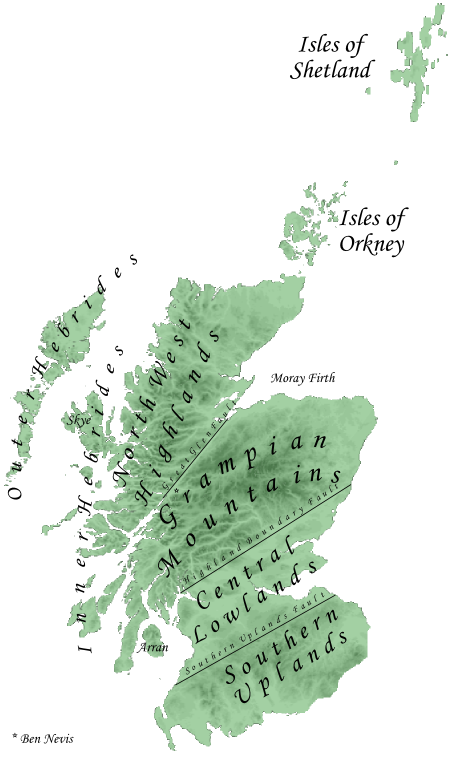
أستكتلندا، المناطق الجغرافية.

صدع المرتفعات الجنوبية (أو أحيانًا صدع المرتفع الجنوبي) عبارة عن صدع في اسكتلندا يبدأ من بلدة غريفان (أو بالتحديد من رينز في غالوي) وحتى دونبار على الساحل الشرقي. ولأنه يلاقى الحدود الجنوبية لوادي ميدلاند الأسكتلندي والحافة الشمالية للمرتفعات الجنوبية؛ فإنه يُعتبر في الحقيقة حدًا بين هذين النوعين من التضاريس. ويتم تسجيل حركة الصدع "الفالق الأيسر والأيمن من أجزاء الصدع وكذلك الحركات المعتادة الشمالية والجنوبية التي تشير إلى تاريخ معقد.
هذا، وتكون مرتفعات ستينشر ودوف كوف وجلين جزءًا من الصدع الجنوبي بالمنطقة في الجنوب الغربي، بينما في الشمال الشرقي توجد مرتفعات لامرميير ودينبر-جيفورد وكريس جيتهول وبنتلاند وفيرث أوف فورث المتصلة بصدع المرتفعات الجنوبية.